# No Name (montenegrinsk musikgrupp)
No Name är en montenegrinsk musikgrupp som deltog för Serbien-Montenegro i Eurovision Song Contest 2005. De vann även den nationella uttagningen året därpå, men landet drog sig ur finalen i Aten då det stod klart att gruppen hade vunnit genom taktikröstande inom den montenegrinska juryn. 
Ett år senare upplöstes unionen mellan Serbien och Montenegro, varför No Name blev de sista representanterna för unionen i tävlingen.  
Gruppen upplöstes år 2008.  

## Medlemmar
- Marko Prentić (sång, gitarr)
- Danijel Alibabić (sång)
- Branko Nedović (keyboards)
- Dragoljub Purlija (trummor)
- Bojan Jovović (keyboards)
- Marko Perić (elbas - lämnade gruppen i november 2006)